# Max Kalbeck
Max Kalbeck (Breslavia, 4 gennaio 1850 – Vienna, 4 maggio 1921) è stato un poeta, scrittore e critico musicale tedesco.

## Biografia

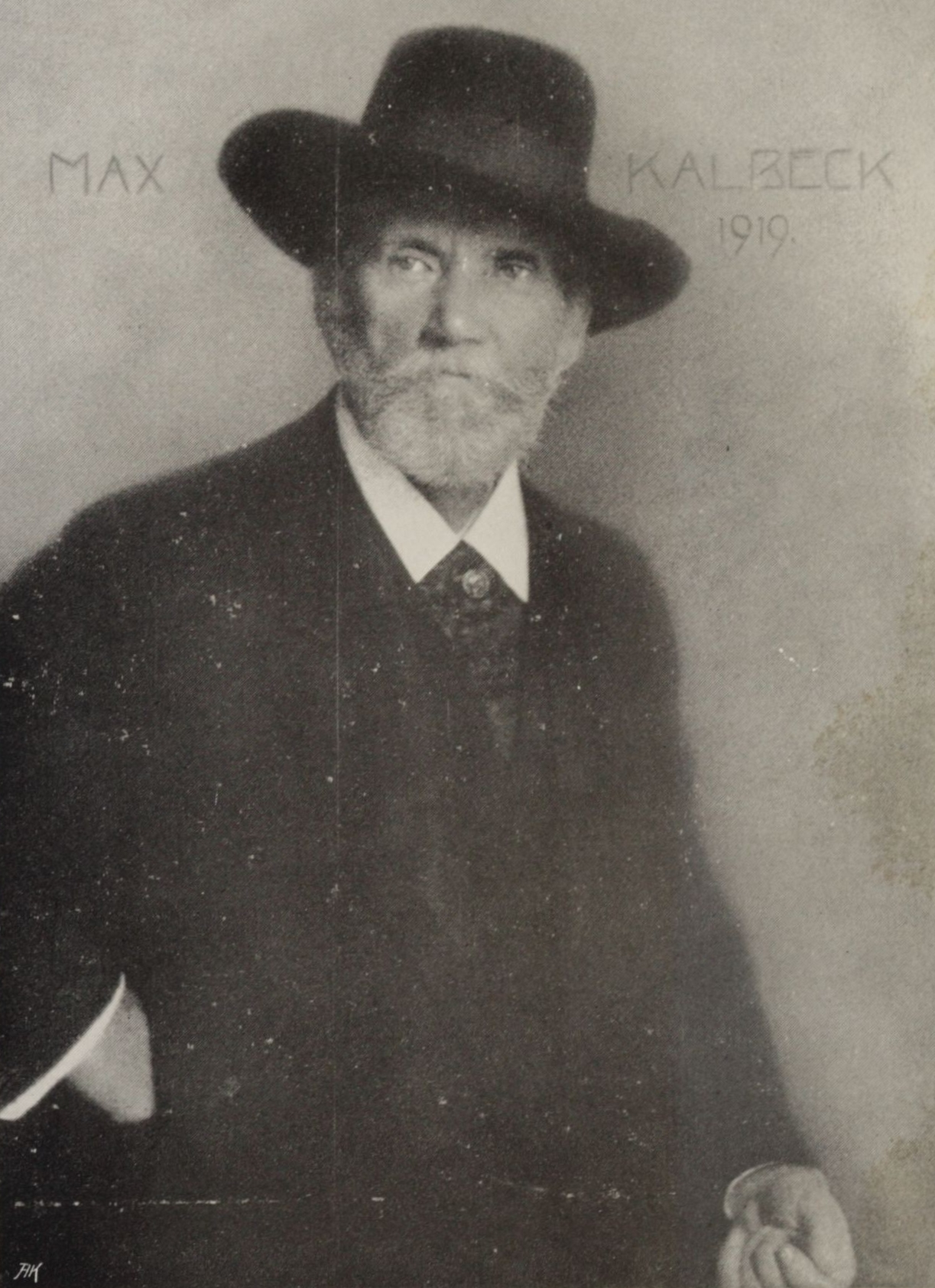
Max Kalbeck nel 1919

Max Kalbeck firmò alcuni suoi scritti con lo pseudonimo di Jeremias Deutlich.
Iniziò a lavorare nel 1861 come direttore di cappella a Breslavia, sotto gli insegnamenti di Leopold Damrosch, e nel 1867 come cantante di chiesa.
Dal 1860 fino alla laurea nel 1869, frequentò la scuola superiore di S. Maria Maddalena nella sua città natale.
Su consiglio di suo padre, poi studiò legge a Breslavia, frequentando e divenendo membro della confraternita Arminia Breslau.
Nel 1872 si trasferì presso l'Università di Monaco di Baviera per studiare filologia e filosofia e contemporaneamente musica alla Scuola Reale di Musica con Joseph Gabriel Rheinberger per la composizione, con Franz Wüllner per il canto corale e la partitura orchestrale, con Giuseppe Walter per il violino.
Tornò a Breslavia nel 1874, dove incominciò la sua carriera di critico d'arte e di musica dapprima per il giornale della Slesia, poi alla Breslauer Zeitung, dirigendo nello stesso tempo il Museo della Slesia di Belle Arti di Breslavia.
Proseguì la sua carriera giornalistica con numerosi quotidiani e riviste, tra i quali la Wiener Allgemeine Zeitung (dal 1880), la Presse (1883–1890) e dal 1866 fino alla morte il Neues Wiener Tageblatt.
Nel 1875 divenne il critico musicale del Schlesische Zeitung.
Riuscì a diventare uno dei critici musicali più influenti in Austria.
Fu uno degli oppositori di Richard Wagner, di Anton Bruckner, di Hugo Wolf e, come Hanslick, appoggiò la linea artistica di Brahms.
Fu anche un buon poeta e lo stesso Brahms utilizzò molti suoi versi nelle sue opere; inoltre scrisse anche alcuni libretti per le operette, come ad esempio Jabuka, di Johann Strauss (figlio) (1894).
Tra le sue numerose attività, vi fu anche la traduzione di libretti d'opera, in particolare quelli di Pëtr Il'ič Čajkovskij, di Giuseppe Verdi, di Giacomo Puccini.
Tra le sue pubblicazioni, annoveriamo: Wiener Opernabende, Humoresken und Phantasien, una mastodontica biografia di Brahms in quattro volumi; curò anche l'epistolario di Brahms e tradusse vari libretti in tedesco.
Il figlio di Max Kalbeck è l'attore e regista Paul Kalbeck.

## Opere principali

### Poesie
- Aus Natur und Leben, (1870);
- Neue Dichtüngen, (1872);
- Wintergrün, (1872);
- Nöchte, (1877);
- Zur Dämmerzeit, (1880);
- Aus alter und neuer Zeit, (1890).